# 오사카 증권거래소

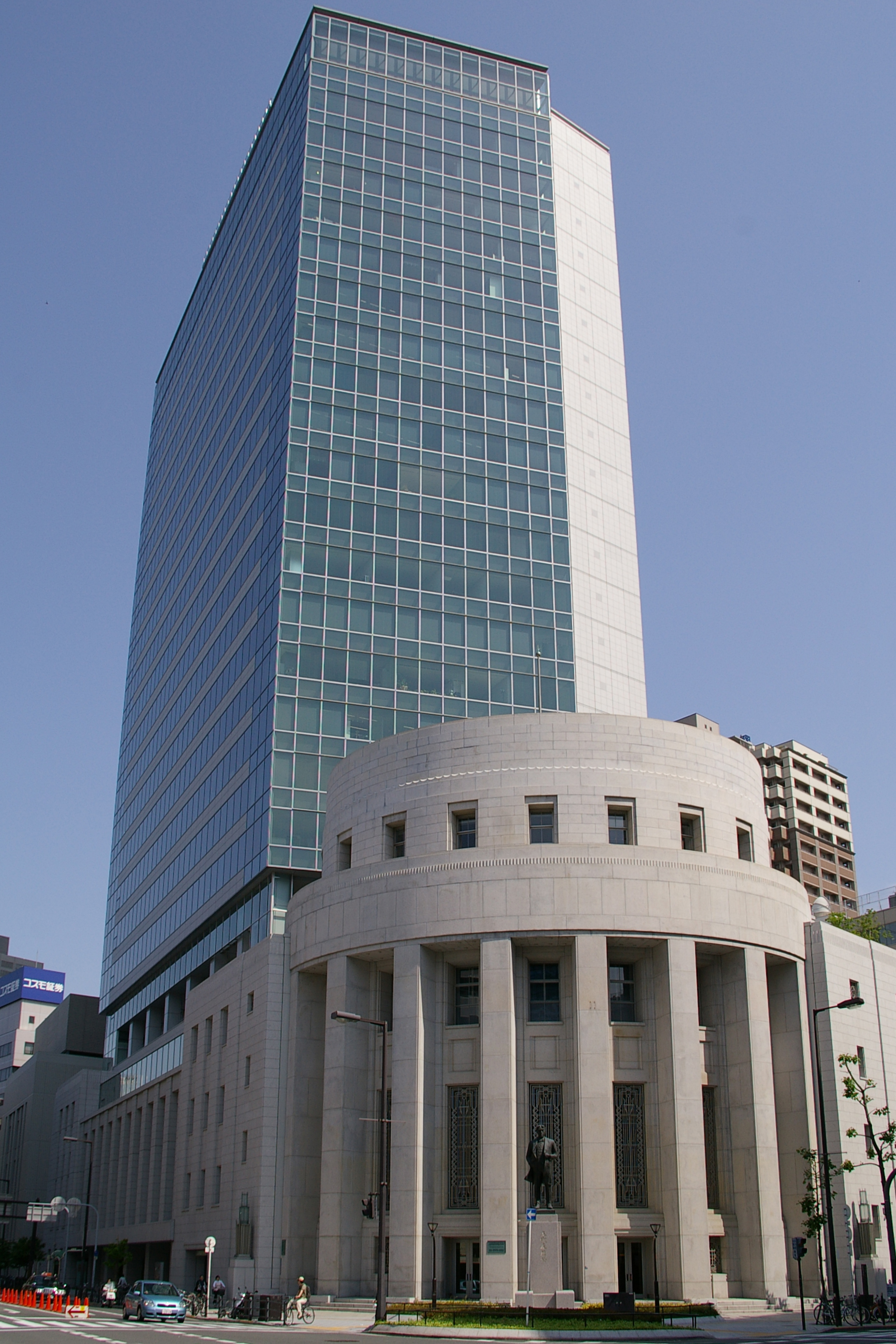

오사카 거래소(일본어: 大阪取引所)는 일본 오사카부 오사카시 주오구에 있는 일본의 증권거래소이다. 도쿄 증권거래소, 나고야 증권거래소와 함께 일본 3대 증권거래소의 하나이다. 매매 시스템은 스이타시에 있다.

## 도쿄 증권거래소와 경영 통합
2013년 1월, 도쿄 증권거래소와 오사카 증권거래소를 통합해 지주회사 일본 거래소(JPX)를 출범시켰다. 따라서 2013년 7월 12일부터 현물 주식의 거래를 종료하였다. 같은 해 7월 16일부터는 파생 상품 (파생 금융 상품)을 전문으로 하는 증권거래소로 변했다. 2014년 3월 24일, 도쿄 증권 거래소의 국채 선물 거래 등 파생 상품 부문을 흡수하고 상호를 '주식회사 오사카 증권거래소'로 변경했다.

## 입회 시간
- 전장: 09:00~11:30
- 후장: 12:30~15:10
- 야간장(T+1 Session): 16:30~05:15

## 거래 품목
- 닛케이 225 선물
- 닛케이 225 미니
- 닛케이 300 선물
- 닛케이 VI 선물
- 닛케이 225 옵션